# ТЕС Дашогуз
41°51′31″ пн. ш. 59°54′45″ сх. д. / 41.85861° пн. ш. 59.91250° сх. д.
ТЕС Дашогуз — теплова електростанція на півночі Туркменії, на західній околиці міста Дашогуз.
У 2007 році на майданчику станції до ладу дві встановлені на роботу у відкритому циклі газові турбіни потужністю по 127 МВт.
В 2022-му анонсували план створити на базі наявних газових турбін парогазовий блок комбінованого циклу.
Як паливо ТЕС споживає природний газ, що може надходити до регіону по трубопроводах Наїп — Дер'ялик (колишня II черга газопроводу Середня Азія — Центр), Довлетабад – Дер'ялик та Зеаглі-Дарваза – Іл'яли.